# Batlle (antic règim)
Batlle o batle era el delegat territorial d'un senyor feudal en un lloc determinat, als Països Catalans de l'edat mitjana i moderna. La jurisdicció territorial sobre la qual actuava s'anomenava batllia. El seu senyor tant podia ser el sobirà o un noble qualsevol (laic o eclesiàstic). Bàsicament tenia dues funcions: administrar el patrimoni del senyor feudal en aquell lloc, i instruir la justícia en el seu nom.

## Etimologia i origen
Segons el DCVB el terme prové del llatí bajŭlu «bastaix» o «camàlic», que en el llatí medieval passà del significat de «carregat materialment» al de «carregat d'una funció delegada d'un superior».
El batlle aparegué a Catalunya durant l'alta edat mitjana, cap a la fi del segle X, després de l'aparició del veguer. Inicialment era un ofici que tenia la missió de tutelar o protegir certes persones (com ara menors d'edat o d'alguna manera incapacitades), o certs béns (castells, esglésies, viles, drets de tota mena...) en substitució d'un titular absent. En definitiva, representava els interessos d'una altra persona en un lloc concret. L'ofici es va anar consolidant entre els segles X i xi quan l'aristocràcia guerrera va patrimonialitzar les jurisdiccions locals durant la revolució feudal: els batlles passaren a ser una necessitat dels barons per poder exercir el control de llurs extensos dominis. Amb aquesta finalitat, els senyors feudals ascendiren alguns pagesos oferint-los noves posicions com a batlles seus, o guerrers (milites), per tal de subjugar la resta de la pagesia. Mentre que la violència era exercida més aviat pel castlà i els altres cavallers mitjançant les temudes cavalcades, el batlle esdevingué el gestor del nou botí feudal (els diversos mals usos i altres exaccions periòdiques) que vetllava perquè el seu senyor rebés la part que li pertocava, i la resta l'entregava als guerrers, que eren els que físicament vivien al castell de referència.
A partir del segle xii la nova monarquia catalanoaragonesa va reorganitzar els seus representants territorials per institucionalitzar-los en una autèntica administració feudal. L'ofici de batlle reial va passar a ser arrendat a un capitalista (sovint un pagès benestant, un religiós d'alguna orde militar, o un jueu de ciutat) mitjançant un contracte que podia ser d'un, dos o tres anys. Aquest arrendador avançava al rei els diners que s'estimava que recaptaria en aquella batllia sobre la base dels precedents dels batlles anteriors. Durant aquell període recaptava les rendes reials, però pel seu propi benefici. L'administració d'aquests batlles era sovint arbitrària i violenta, com testimonien les nombroses querimoniae o rancurae de la pagesia catalana relatant al comte-rei els nombrosos abusos de veguers i batlles. Un cop acabat aquell període, el batlle passava comptes amb els funcionaris reials de la cort: es comparaven els quaderns d'ingressos i despeses amb els capbreus que els enquestadors feien periòdicament de les propietats reials.

## Les funcions del batlle
A casa nostra el batlle era un oficial d'espasa delegat per un senyor feudal en una localitat concreta: que podia ser una ciutat, una vila, un poble, diverses poblacions d'un terme castral o fins i tot un conjunt de llogarrets... Es podia donar el cas que un batlle delegués la seva funció en algun sub-batlle (subbajuli) creant un sub-batllia, per exemple a la part més allunyada del seu territori.
Com a administrador del patrimoni del senyor feudal, sovint era el batlle qui encarregava l'emfiteusi de les terres del seu amo a una família local. Igualment s'encarregava de cobrar les diverses rendes que extreia de la població: per exemple censos fixos com l'emfiteusi, el lluïsme, la tasca… O de recaptar les imposicions proporcionals a la collita (agrarios). També era, a la pràctica, qui obligava a la pagesia local a fer diversos serveis personals en benefici del senyor feudal, com ara arreglar camins, i a complir els «drets del castell».
Com a jutge ordinari dels plebeus, l'altra funció principal del batlle era impartir justícia en nom del senyor en primera instància, tant pel que fa a la jurisdicció civil, com a la criminal. Si així li ho encomanava el seu senyor, també podia arribar a impartir la justícia penal, però per norma general els batlles no tenien jurisdicció sobre aquells casos castigats amb la pena capital. Tampoc tenien jurisdicció sobre els estaments privilegiats, que eren causes que pertocaven al veguer reial. Al segle xiii els jutges de Barcelona van començar a centralitzar en exclusiva els plets per crims de sang utilitzant com a argument la diferència que feia el Codi de Justinià entre mer i mixt imperi.

### Batlle senyorial
Un batlle senyorial (o batlle baronial) defensava exclusivament els interessos de llur senyor feudal en una localitat. Normalment gestionava el patrimoni d'aquell exercint com a batlle del sac, és a dir, recaptant els censos que les famílies pageses havien de pagar al senyor feudal. Si s'esqueia, a la vegada actuava com a batlle amb jurisdicció, és a dir, com a oficial ordinari encarregat d'impartir aquella jurisdicció que el seu senyor posseís sobre els habitants d'aquella localitat.
Amb el temps, la complexitat de les seves funcions feu que els batlles es dotessin d'una cort pròpia composta d'oficials diversos (igual que les dels batlles reials): escrivans, notaris, recaptadors... Els grans senyors feudals, amb moltes propietats i jurisdiccions a la vegada, tenien al seu servei una multitud de batlles i sotsbatlles diferents: per coordinar-los podien nomenar un superior jeràrquic: el batlle general, a imitació dels batlles generals del comte-rei.
La principal diferència entre un batlle baronial i un batlle reial era que el primer no tenia la potestat de gestionar les regalies, que en principi eren pròpies del sobirà.
Després dels Decrets de Nova Planta…

### Batlle reial
Amb el temps, els comtes van anar reforçant la seva autoritat reivindicant l'exclusivitat de les regalies i negant-les a qualsevol altre noble. A partir del segle xii la tendència es refermà amb el primer rei Alfons I el Cast, que va reorganitzar l'administració del seu patrimoni. Això implicava unes funcions específiques pels batlles del rei, que passaven a tenir una jurisdicció diferent dels batlles senyorials.
A viles i ciutats de jurisdicció reial (com Barcelona, Perpinyà, Palma, València, Tortosa...) era l'oficial governatiu principal que representava el sobirà. Tot i que les seves funcions podien haver quedat retallades pels privilegis que la universitat hagués obtingut del rei, malgrat tot era ell qui representava el sobirà a les corporacions municipals, i com a tal presidia en el seu nom les sessions.
El batlle reial capitalitzava els diversos drets del monarca:
- Regalies: recaptava els diversos tributs del rei com la host, la cavalcada, l'alberga, les lleudes i altres peatges, el bovatge i el monedatge. Al llarg de l'edat mitjana es va tendir gradualment a cobrar-los en metàl·lic. També es considerava una regalia l'explotació de les mines, la sal comuna i les fargues del Pirineu.

- les rendes feudals del patrimoni reial: censos, agrers, tasques, qüesties…
- el profit de les instal·lacions de monopoli reial: molins, forns…
- els ingressos derivats de l'administració de justícia com a batlle: multes, taxes, empenyoraments...
- Durant l'edat mitjana] també recaptava les imposicions arbitràries arrabassades amb violència a la pagesia per part dels cavallers dels castells reials: toltas i forcias diverses. Sovint, eren l'ingrés més nombrós.

Amb els Decrets de Nova Planta, s'implantà la figura de l'alcalde, que tenia algunes funcions similars a les del batlle reial, la paraula adquirí el sentit actual de batlle municipal.

## El batlle a l'Europa medieval
Durant l'Antic Règim francès, era el representant de l'autoritat del rei o del príncep, encarregat de fer aplicar la justícia i controlar l'administració en nom seu.
Les terres sota la jurisdicció d'un batlliu són la batllia. A Suïssa, durant l'Antic Règim, el batlliu era el governador d'un prebostat (landvogt). La funció de batlliu encara existeix, especialment a les illes Anglonormandes. S'anomenava batllius o batllius senyorials, als simples oficials de justícia senyorial, anomenats de roba llarga o petits batllius, per distingir-los dels batllius reals. També eren anomenats batllius alguns guardians d'un castell que servís de presó. A l'Orde de Malta, es dona el nom de batlliu als dignataris superiors, als comandants i inferiors als grans priors.
Els batllius van ser establerts al segle xiii en el domini real, principalment per Felip August. Al principi era ostentat per comissaris reals que administraven justícia, rebien impostos i admetien, en nom de la corona, les queixes del poble contra els seus senyors. La seva jurisdicció, regularitzada pels Capet va ser en principi molt àmplia, però els abusos de poder que van cometre obligar els reis a reduir el seu poder. Cap al s. XVI, el paper del batlliu va arribar a ser simplement honorífic, i el tinent general de la batllia i altres funcionaris es van repartir el seu poder. No obstant això, el seu càrrec era noble i d'espasa; Carles IX, el 1560 els va declarar funcionaris de "robi courte".